# Basketball-Bundesliga 1989-1990
La Basketball-Bundesliga 1989-1990 è stata la 24ª edizione del massimo campionato tedesco occidentale di pallacanestro maschile. La vittoria finale è stata ad appannaggio del TSV Bayer 04 Leverkusen.

## Risultati

### Stagione regolare
|     | Squadra                 | G  | V  | P  | PF | PS | Pt. | Qualificazione       |
| --- | ----------------------- | -- | -- | -- | -- | -- | --- | -------------------- |
| 1.  | Steiner Bayreuth        | 22 | 21 | 1  |    |    | 42  | playoffs             |
| 2.  | TSV Bayer 04 Leverkusen | 22 | 20 | 2  |    |    | 40  | playoffs             |
| 3.  | TTL Basketball Bamberg  | 22 | 17 | 5  |    |    | 34  | playoffs             |
| 4.  | Galatasaray Colonia     | 22 | 15 | 7  |    |    | 30  | playoffs             |
| 5.  | SSV Goldstar Hagen      | 22 | 12 | 10 |    |    | 24  | playoffs             |
| 6.  | TSV Hagen 1860          | 22 | 10 | 12 |    |    | 20  | playoffs             |
| 7.  | BG Ludwigsburg          | 22 | 9  | 13 |    |    | 18  | playoffs             |
| 8.  | DTV Charlottenburg      | 22 | 8  | 14 |    |    | 16  | playoffs             |
| 9.  | SSV/SB Ulma             | 22 | 8  | 14 |    |    | 16  | girone retrocessione |
| 10. | MTV 1846 Gießen         | 22 | 7  | 15 |    |    | 14  | girone retrocessione |
| 11. | MTV Wolfenbüttel        | 22 | 3  | 19 |    |    | 6   | girone retrocessione |
| 12. | TV Langen               | 22 | 2  | 20 |    |    | 4   | girone retrocessione |

### Girone retrocessione
|    | Squadra          | G  | V  | P  | PF | PS | Pt. | Qualificazione                         |
| -- | ---------------- | -- | -- | -- | -- | -- | --- | -------------------------------------- |
| 1. | SSV/SB Ulma      | 28 | 12 | 16 |    |    | 24  |                                        |
| 2. | MTV 1846 Gießen  | 28 | 9  | 19 |    |    | 18  |                                        |
| 3. | TV Langen        | 28 | 6  | 22 |    |    | 12  | retrocesse in 2. Basketball-Bundesliga |
| 4. | MTV Wolfenbüttel | 28 | 5  | 23 |    |    | 10  | retrocesse in 2. Basketball-Bundesliga |

## Playoff
|  | Quarti di finale | Quarti di finale   | Quarti di finale |                  |                | Semifinali       | Semifinali | Semifinali |  |  | Finali | Finali   | Finali |
|  |                  |                    |                  |                  |                |                  |            |            |  |  |        |          |        |
|  | 1.               | Bayreuth           | 2                |                  |                |                  |            |            |  |  |        |          |        |
|  | 8.               | DBV Charlottenburg | 0                |                  |                |                  |            |            |  |  |        |          |        |
|  | 8.               | DBV Charlottenburg | 0                |                  | 1.             | Bayreuth         | 3          |            |  |  |        |          |        |
|  |                  |                    |                  |                  | 1.             | Bayreuth         | 3          |            |  |  |        |          |        |
|  |                  | 4.                 | Saturn Colonia   | 0                |                |                  |            |            |  |  |        |          |        |
|  | 4.               | 4.                 | Saturn Colonia   | 0                | Saturn Colonia | 2                |            |            |  |  |        |          |        |
|  | 4.               |                    |                  |                  | Saturn Colonia | 2                |            |            |  |  |        |          |        |
|  | 5.               | SSV Hagen          | 1                |                  |                |                  |            |            |  |  |        |          |        |
|  |                  |                    |                  |                  |                |                  |            |            |  |  | 1.     | Bayreuth | 1      |
|  |                  |                    | 2.               | Bayer Leverkusen | 3              |                  |            |            |  |  |        |          |        |
|  | 2.               | Bayer Leverkusen   | 2                |                  |                |                  |            |            |  |  |        |          |        |
|  | 7.               | BSG Ludwigsburg    | 0                |                  |                |                  |            |            |  |  |        |          |        |
|  | 7.               | BSG Ludwigsburg    | 0                |                  | 2.             | Bayer Leverkusen | 3          |            |  |  |        |          |        |
|  |                  |                    |                  |                  | 2.             | Bayer Leverkusen | 3          |            |  |  |        |          |        |
|  |                  | 3.                 | Bamberga         | 0                |                |                  |            |            |  |  |        |          |        |
|  | 3.               | 3.                 | Bamberga         | 0                | Bamberga       | 2                |            |            |  |  |        |          |        |
|  | 3.               |                    |                  |                  | Bamberga       | 2                |            |            |  |  |        |          |        |
|  | 6.               | TSV Hagen 1860     | 0                |                  |                |                  |            |            |  |  |        |          |        |

| Basketball-Bundesliga 1989-1990   |
| --------------------------------- |
| TSV Bayer 04 Leverkusen 8º titolo |

## Premi e riconoscimenti
- MVP regular season:  Henning Harnisch, TSV Bayer 04 Leverkusen